# Владомира (Јаши)
Владомира (рум. Vladomira) насеље је у Румунији у округу Јаши у општини Трифешти. Oпштина се налази на надморској висини од 47 m.

## Становништво
Према подацима из 2002. године у насељу је живело 260 становника, од којих су сви румунске националности.